# Stephanie
Stephanie er et pigenavn, der er afledt af det græske navn Stefanos, som betyder 'krans' eller 'krone'. Navnet findes i en række varianter, herunder Stefanie, Stephani, Stefani, Steffani, Steffanie, Stefania, Steffi, Steffie og Stephane. Omkring 3.300 danskere bærer et af disse navne ifølge Danmarks Statistik pr. 1. januar 2010.
Stephane anvendes på fransk ofte som drengenavn.

## Kendte personer med navnet
- Stéphane Audran, fransk skuespiller.
- Steffi Graf, tysk tennisspiller.
- Stephenie Meyer, amerikansk forfatter.
- Stéphane Grappelli, fransk violinist.
- Stephanie "Stevie" Nicks, amerikansk sanger og sangskriver.

## Andre anvendelser
- Gwen Stefani, amerikansk sanger.